# Grafschaft (Suíça)
Grafschaft foi uma comuna da Suíça, no Cantão Valais, com cerca de 198 habitantes. Estendia-se por uma área de 22,6 km², de densidade populacional de 8,8 hab/km².  Confinava com as seguintes comunas: Bellwald, Blitzingen, Ernen, Fieschertal, Reckingen-Gluringen. 
A língua oficial nesta comuna era o Alemão.

## História
Em 1 de janeiro de 2017, passou a formar parte da nova comuna de Goms.